# الدوري الأوروبي لكرة السلة للسيدات 2014–15
الدوري الأوروبي لكرة السلة للسيدات 2014–15 هو الموسم 24 من  الدوري الأوروبي لكرة السلة للسيدات. أقيم خلال الفترة 6 نوفمبر 2014 وحتى 12 أبريل 2015، وأشرف على تنظيمه الاتحاد الأوروبي لكرة السلة، وكان عدد الأندية المشاركة فيه  15، وفاز فيه USK Praha (women's basketball) ‏.